# Супергрануляция

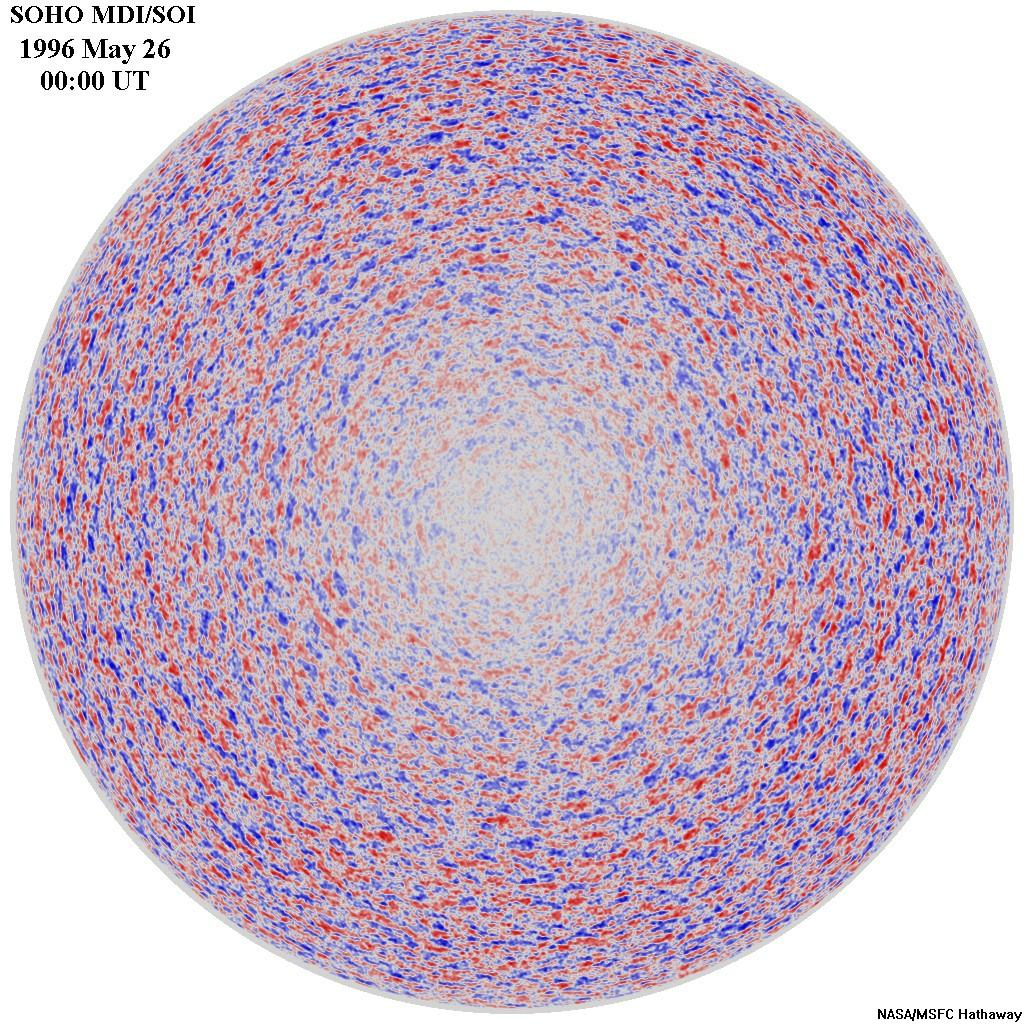
Супергрануляция

Супергрануляция (англ. Supergranulation) — структура из конвективных ячеек с характерными размерами в десятки тысяч километров, существующая на поверхности Солнца. Ее обнаружила в 1950-х годах А. Б. Харт при доплеровских измерениях в фотосфере, которые показали, что в ней существуют горизонтальные потоки плазмы со скоростью приблизительно 300—500 м/с.
В более поздних работах, выполненных в 1960-х годах Лейтоном, Нойесом и Саймоном, были найдены типичный размер ячеек: приблизительно 30 000 км для супергранул с продолжительностью существования приблизительно 24 часа. Обычно полагают, что супергрануляция — это конвекция определённого масштаба, однако её происхождение известно неточно. Наличие гранул в солнечной фотосфере — хорошо известное явление, однако дебаты об истинных причинах или даже о существовании грануляции бо́льших масштабов всё ещё ведутся. Некоторые авторы предполагают существование трёх различных размеров конвекции на Солнце: грануляция (с типичными диаметрами 150—2500 км), мезогрануляция (5000-10000 км) и супергрануляция (более чем 20 000 км). Обычно считается, что гранулы различных масштабов формируют иерархическую структуру: верхние части супергранулы разбиваются на мезогранулы, а те, в свою очередь, на гранулы. Однако эта схема является умозрительной и может оказаться ложной в свете будущих исследований. Однако недавние исследования, по-видимому, опровергли существования мезогрануляции.